# Ghatssolfågel
För fågelarten Aethopyga vigorsii, se sahyadrisolfågel.
Ghatssolfågel (Leptocoma minima) är en fågel i familjen solfåglar inom ordningen tättingar.

## Utseende och läte
Ghatssolfågeln är en mycket liten fågel med en kroppslängd på endast åtta centimeter. Den är mindre och har mindre näbb än violettgumpad solfågel (L. zeylonica) som den i övrigt är rätt lik, med violett övergump och strupe, gnistrande grön hjässa, svart ögonmask och gult på buken. Manteln är dock karmosinröd snarare än rödbrun och även under strupen syns ett karmosinrött band. Honan har olikt hona violettgumpad solfågel karmosinröd övergump. Bland lätena hörs ett blomsterpickarlikt "thlick-thlick".

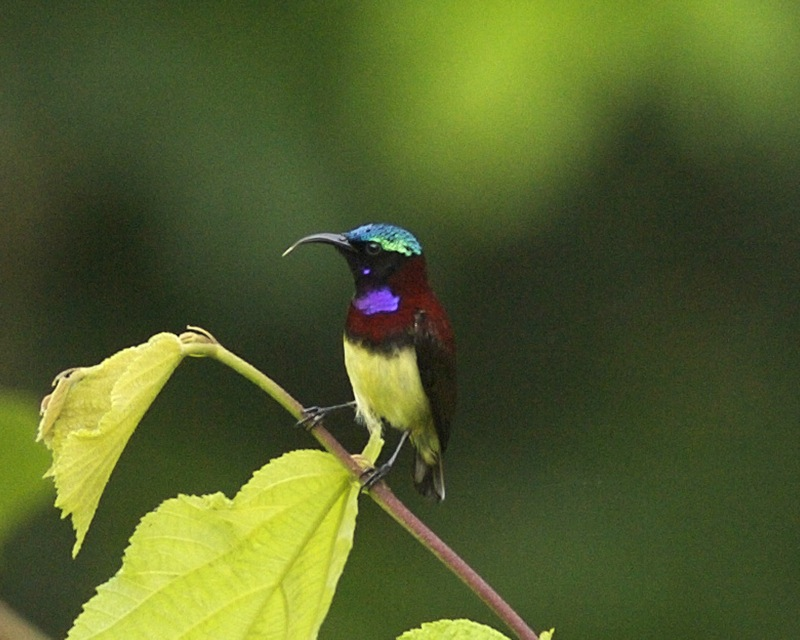
Hane.

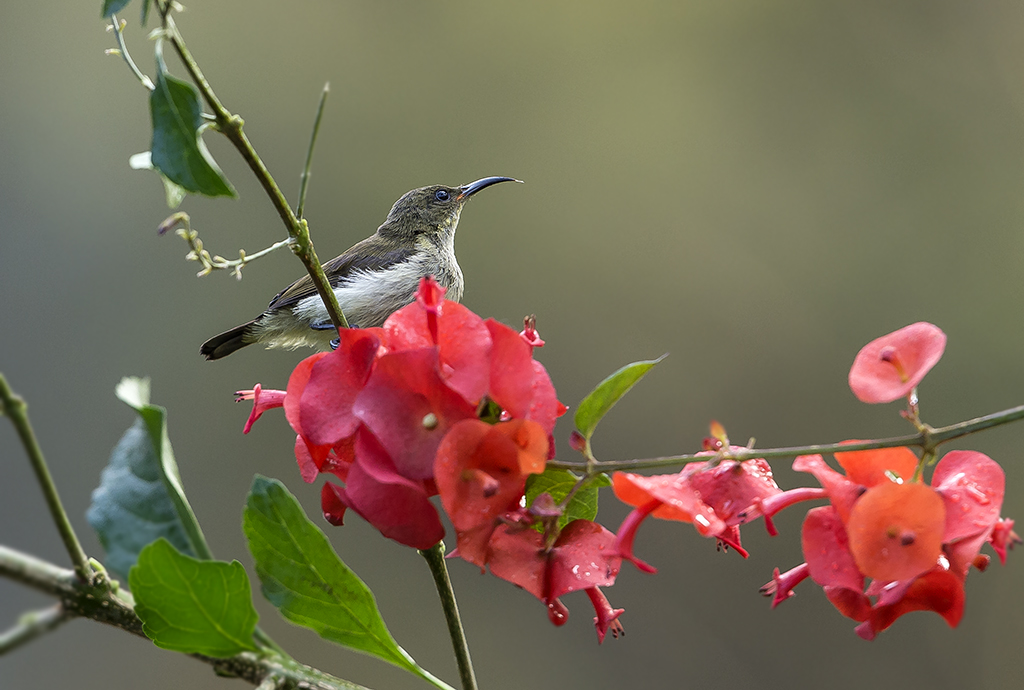
Hona.

## Utbredning och systematik
Fågeln förekommer enbart i Indien, i Västra Ghats söderut till kullar i södra Kerala. Den behandlas som monotypisk, det vill säga att den inte delas in i några underarter.

## Status och hot
Arten må ha ett begränsat utbredningsområde, men det finns inga tecken på vare sig några substantiella hot eller att populationen minskar. Utifrån dessa kriterier kategoriserar IUCN arten som livskraftig (LC).